# Litsea hornei
Litsea hornei är en lagerväxtart som beskrevs av A. C. Smith. Litsea hornei ingår i släktet Litsea och familjen lagerväxter. Inga underarter finns listade i Catalogue of Life.